# Mycobacterium marinum
Mycobacterium marinum (trước đây là M. balnei) là một loại vi khuẩn sống tự do, gây nhiễm trùng cơ hội ở người. M. marinum đôi khi gây ra một căn bệnh hiếm gặp được gọi là u hạt hồ cá, mà thường ảnh hưởng đến những người làm việc với cá hoặc giữ bể cá nhà.

## Lịch sử
Mặc dù Aronson đã phân lập được mycobacterium này vào năm 1926 từ một con cá, cho đến năm 1951 nó đã được tìm thấy là nguyên nhân gây bệnh của con người bởi Linell và Norden. Sự bùng phát lớn của nhiễm trùng do mycobacterium không điển hình này đã được mô tả liên quan đến bơi lội. Các nhiễm trùng liên quan đến bể bơi hiện đã giảm mạnh do những cải tiến trong việc xây dựng và bảo dưỡng các cơ sở này.
Trường hợp đầu tiên của nhiễm M. marinum kết hợp với một bể cá ('u hạt cá bể')  đã được báo cáo vào năm 1962 bởi Swift và Cohen. M. marinum nhiễm trùng có thể là một mối nguy hiểm nghề nghiệp cho một số nghề nghiệp như công nhân cửa hàng vật nuôi, nhưng hầu hết các bệnh nhiễm trùng xảy ra ở người giữ một hồ cá ở nhà. Mặc dù nhiễm trùng có thể do chấn thương trực tiếp từ vây cá hoặc vết cắn, phần lớn bị mắc phải trong quá trình xử lý các bể cá như làm sạch hoặc thay nước. Nhiễm trùng gián tiếp cũng đã được mô tả liên quan đến dụng cụ tắm của trẻ em đã được sử dụng để làm sạch bể cá. Do tăng nhận thức về căn bệnh và các phương pháp cách ly được cải thiện, ngày càng có nhiều trường hợp được công nhận và báo cáo trên toàn thế giới.

## Tính năng lâm sàng
Tổn thương da do nhiễm M. marinum có thể đơn độc nhưng thường là nhiều. Thông thường, các cụm của các nốt sần hoặc hốc nhỏ được mô tả. Một mảng hồng ban cũng đã được báo cáo. Các tổn thương có thể đau hoặc không đau và có thể trở nên biến động. Các tổn thương thường xảy ra ở khuỷu tay, đầu gối và bàn chân trong các trường hợp liên quan đến hồ bơi, và trên bàn tay và ngón tay trong các chủ sở hữu hồ cá. Sự ức chế tăng trưởng của M. marinum ở 37 °C có liên quan đến khả năng lây nhiễm các bộ phận làm mát của cơ thể đặc biệt là các chi. Tổn thương xuất hiện sau một thời gian ủ khoảng 2–4 tuần, và sau 3-5 tuần, chúng thường có đường kính 1-2,5 cm. Mặc dù hầu hết nhiễm trùng theo một cách không đau, bệnh có thể tiến triển nhanh chóng.  Hiếm khi, nhiễm trùng phổ biến và nhiễm trùng huyết đã được báo cáo ở những bệnh nhân suy giảm miễn dịch.

## Chẩn đoán
Chẩn đoán thường bị trì hoãn, có thể là do sự hiếm có của nhiễm trùng và thất bại trong việc gợi ra lịch sử tiếp xúc thông thường của thủy sản. Nhận thức sai lầm thường gặp bao gồm nhiễm nấm và ký sinh trùng, viêm mô tế bào, bệnh lao da, viêm khớp dạng thấp, phản ứng của cơ thể ngoài cơ thể và u da. Chỉ số cao về sự nghi ngờ và chi tiết tiền sử rất quan trọng trong việc thiết lập chẩn đoán nhiễm M. marinum. Sự chậm trễ trong chẩn đoán có thể dẫn đến nhiễm trùng nghiêm trọng, phá hủy. Trên phân lập sơ cấp M. marinum phát triển trên LJ slants ở 30-33 °C trong 7-21 ngày. Không giống như M. tuberculosis, hầu hết các chủng M. marinumsẽ không phát triển ở nhiệt độ ủ thông thường là 37 °C. Các khuẩn lạc có màu kem và chuyển sang màu vàng khi tiếp xúc với ánh sáng (quang hóa). M. marinum, một khi đã được nuôi cấy, dễ dàng được xác định bằng cách sử dụng các phương pháp đặc trưng mycobacteria thông thường. Nó phát triển tương đối nhanh chóng (1 đến 2 tuần) và dễ dàng được công nhận là kết quả của khả năng quang hóa của nó. Nhiễm trùng do M. marinum thường có thể được điều trị bằng thuốc kháng vi khuẩn. Đôi khi, nuôi cấy là âm tính nhưng chẩn đoán vẫn được thực hiện dựa trên các dấu hiệu vật lý được hỗ trợ bởi các phát hiện mô học điển hình, như M. marinum là một mycobacterium không điển hình rất phổ biến gây nhiễm trùng da (70). Các kỹ thuật dựa trên DNA khác nhau đã được sử dụng để phân loại mycobacteria. Tất cả các nghiên cứu như vậy đã chứng minh một liên kết phân loại cao giữa M. ulcerans và M. marinum. Một sốchủng M. marinum đã được chứng minh làchứa đựngtrình tự chèn, IS 2404, tuy nhiên, không cóchủng M. marinum nào chứa IS 2606. Các chủng M. ulcerans là dương tính với cả hai trình tự chèn. Trước đây người ta cho rằng IS 2404 và IS 2606 là đặc trưng đối với M. ulcerans nhưng bằng chứng gần đây đã chứng minh điều này chỉ đúng với IS 2606.

## Điều trị
Việc quản lý nhiễm M. marinum phụ thuộc vào mức độ nghiêm trọng của nhiễm trùng. Một quá trình điều trị kháng sinh kéo dài là chữa bệnh trong hầu hết các trường hợp bề ngoài nhưng can thiệp phẫu thuật bổ trợ đôi khi được chỉ định trong nhiễm trùng sâu rộng. M. marinum là loại keo nhạy cảm với nhiệt và rất nóng được áp dụng trực tiếp vào vùng bị nhiễm đã có hiệu quả trong việc loại bỏ vi khuẩn. 
Sử dụng minocycline, clarithromycin và ethambutol đã được mô tả.
Chương trình BBC 2 năm 2014 "Hive Alive 2" cho thấy một trường hợp của nhiễm trùng nghiêm trọng, hoại tử, phổ biến và kháng kháng sinh được điều trị thành công với việc đóng kín thứ hai của các vết loét bằng cách sử dụng một chế phẩm kháng sinh dựa trên mật ong. Bệnh nhân được báo cáo là có nguy cơ tiếp tục bị tổn thương mới sau khi bị vỡ da trong tương lai khi ông vẫn còn bị lây nhiễm, mặc dù không yên tĩnh, nhiễm trùng.

## Nghiên cứu
Cá ngựa bị nhiễm M. marinum được sử dụng như một sinh vật mô hình động vật trong phòng thí nghiệm để nghiên cứu các bệnh nhiễm trùng lao.